# توزیع دیریکله—چندجمله‌ای
توزیع دیریکله-چندجمله‌ای یک توزیع گسسته چندجمله‌ای است. این توزیع نام‌های دیگری نیز دارد؛ از جمله Dirichlet compound multinomial distribution (DCM) یا multivariate Pólya distribution(که پس از جورج پولیا نام‌گذاری شده است) در این توزیع بردار p از یک توزیع دیریکله با پارامترهای {\displaystyle {\boldsymbol {\alpha }}} نمونه برداری شده است. مجموعه مقادیر گسسته از توزیع دسته‌ای با بردار احتمالات p به‌دست می‌آیند.

## تابع جرم احتمال
فرض کنیم N نمونه برداری تصادفی مستقل از یک توزیع دسته ای با K دسته انجام می‌دهیم. فرض کنیم مقادیر تصادفی را با {\displaystyle z_{n}} به ازای مقادیر {\displaystyle n=1\dots N} نشان دهیم. فرض بخواهیم تعداد دفعاتی که کلاس {\displaystyle k} (به ازای {\displaystyle k=1\dots K})دیده شده است را با {\displaystyle n_{k}} نشان دهیم. می‌دانیم {\displaystyle \sum _{k}n_{k}=N}. به این مسئله می‌توان به دو شیوهٔ معادل نگاه کرد:
1. مجموعه ای از N متغیر با توزیع دسته ای.
2. بردار {\displaystyle \mathbf {x} =(n_{1},\dots ,n_{K})} توزیع شده با توجه به توزیع چندجمله‌ای.

اکنون می‌توان روی این پارامتر این توزیع‌ها، یعنی p، توزیعی دیکله تجسم کرد و با انتگرال‌گیری نسبت به آن، توزیع پسین را به‌دست آورد. اگرچه دو دید فوق معادل هستند، اما با در نظر گرفتن هر کدام می‌توان توزیع پسین متفاوتی به‌دست آورد.

### مجموعه ای از مشاهدات

#### توزیع مشترک
به ازای متغیر دسته ای {\displaystyle \mathbb {Z} =z_{1},\dots ,z_{N}} توزیع احتمال مشترک حاشیه ای عبارت است از:
{\displaystyle \Pr(\mathbb {Z} \mid {\boldsymbol {\alpha }})=\int _{\mathbf {p} }\Pr(\mathbb {Z} \mid \mathbf {p} )\Pr(\mathbf {p} \mid {\boldsymbol {\alpha }}){\textrm {d}}\mathbf {p} }
که منجر به فرمول زیر می‌شود:
{\displaystyle \Pr(\mathbb {Z} \mid {\boldsymbol {\alpha }})={\frac {\Gamma \left(A\right)}{\Gamma \left(N+A\right)}}\prod _{k=1}^{K}{\frac {\Gamma (n_{k}+\alpha _{k})}{\Gamma (\alpha _{k})}}}
که در آن {\displaystyle \Gamma } تابع گاما است.
{\displaystyle A=\sum _{k}\alpha _{k}{\text{ and }}N=\sum _{k}n_{k}{\text{, and where }}n_{k}={\text{number of }}z_{n}{\text{'s with the value }}k{\text{.}}}

## توزیع‌های مرتبط
توزیع معادل یک بعدی این توزیع توزیع بتا-دو جمله ای نام دارد.